# Maison André Breton
 (avril 2023).
Il peut être nécessaire de l'améliorer pour respecter le principe de neutralité de point de vue. Veuillez consulter la page de discussion pour plus de détails.

La maison André Breton – également appelée « Auberge des Mariniers » – ou «Maison Henri Martin » est la plus ancienne bâtisse du village français de Saint-Cirq-Lapopie où ce poète vint séjourner tous les étés de 1951 à sa mort en 1966.

## Historique
La maison date du XIVe siècle. Le peintre Henri Martin mort en 1943 en fut propriétaire.
André Breton l'acquiert en 1951. Autour de lui et de sa femme Elisa Breton, la demeure accueillit les principaux acteurs du mouvement surréaliste tels que Benjamin Péret, Max Ernst, Toyen, Man Ray, Radovan Ivšić, Adrien Dax, Robert Benayoun, mais également des personnalités diverses du monde de la culture comme Juliette Gréco, Taos Amrouche, ou encore Ted Joans. Rassemblés en collectivité, les artistes y inventèrent le Surréalisme d’après-guerre en laissant libre cours à la création littéraire (revues, publications), aux jeux surréalistes et à l’organisation des expositions internationales EROS (1959) et Écart absolu (1965).

## Description
Saint-Cirq-Lapopie a été construit à l’époque médiévale sur le flanc d’une falaise dominant le Lot, situé à environ cent mètres sous le village. La plus ancienne bâtisse du bourg se trouve être la maison André Breton, dont la tour a été édifiée au XIIe siècle, tandis que le corps de logis a été commencé au XIIIe et terminé au XIVe siècle. La façade visible depuis la place du Carrol a quant à elle probablement été remaniée au XVIIIe siècle.
La maison est entièrement construite en moellons, les encadrements de portes et de fenêtres sont en pierre de taille. Une tour pigeonnier carrée s'élève au-dessus de la toiture, dans l'angle sud-est.
La demeure comporte deux niveaux situés au-dessus du rez-de-chaussée. Des chevaliers y habitaient au Moyen Âge ce qui justifie la fonction défensive du bâtiment qui se fond dans les fortifications de Saint-Cirq. Une salle de réception se trouvait probablement au premier étage, comme en témoigne l’existence de deux baies géminées. La nature de la maison change progressivement, devenant une auberge fréquentée par les marins qui remontaient au village depuis le Lot, ce qui lui vaudra son surnom.

### La maison d’Henri Martin (1911–1943)
En 1911, l'artiste postimpressionniste Henri Martin, (1880-1943), familier du Lot et né à Toulouse, achète l'ancienne Auberge des Mariniers ainsi qu’une maison en contrebas munie d’un abri de jardin où il exécute plusieurs représentations de la maison. Il peint également d’autres bâtiments du village comme l'église Saint-Cirq-et-Sainte-Juliette, ainsi que la riche végétation environnante.
Autour d'Émile Joseph-Rignault et de Henri Martin, plusieurs artistes de renom trouvent refuge dans ce village pittoresque du Lot tels que le peintre-paysagiste William Didier Pouget (1864-1959),  le peintre Pierre Daura (1896-1976) qui y achète l’ancien hôpital du XVe siècle.

### La Maison d’André Breton
André Breton découvre pour la première fois Saint-Cirq-Lapopie le 24 juin 1950 à l’occasion du rassemblement organisé par le mouvement Citoyens du Monde pour l'inauguration de la Route sans frontières n°1 entre Cahors et Figeac. À la demande de Robert Sarrazac, André Breton, qui soutient le projet depuis 1948, accepte de venir à Cahors en 1950 pour donner une allocution après que Jean Calvet, maire de la ville, a décidé de déclarer sa commune « premier territoire mondial » par la charte « Cahors Mundi ». De nombreux intellectuels sont présents pour promouvoir ce mouvement pacifiste né dans le contexte diplomatique tendu de l’après-guerre, comme le prix Nobel de la paix Lord John Boyd-Orr (1880-1971), fondateur de la FAO à l’ONU et président du Mouvement universel pour une Confédération mondiale. Dans son allocution Breton défend ainsi l’idéal d’un « drapeau dans lequel sont appelés à venir se fondre tous les autres ».
L’inauguration du premier tronçon reliant New Delhi à New York voulu par les animateurs du Mouvement de la Citoyenneté Mondiale a lieu entre Cahors et Figeac et c’est à cette occasion que Breton découvre Saint-Cirq-Lapopie dont il fait le récit en consignant son impression un an plus tard dans le livre d'or du village, le 3 septembre 1951 :
« C’est au terme de la promenade en voiture qui consacrait, en juin 1950, l’ouverture de la 1ère Route mondiale – seule route de l’espoir – que Saint-Cirq embrasée aux feux de Bengal m’est apparue – comme une rose impossible dans la nuit.
Cela dut tenir du coup de foudre si je songe que le matin suivant, je revenais dans la tentation de me poser au cœur de cette fleur : merveille, elle avait cessé de flamber, mais restait intacte.
Par-delà bien d’autres sites – d’Amérique, d’Europe –, Saint-Cirq a disposé sur moi du seul enchantement : celui qui fixe à tout jamais. J’ai cessé de me désirer ailleurs.
Je crois que le secret de sa poésie s’apparente à celui de certaines illuminations de Rimbaud, qu’il est le produit du plus rare équilibre dans la plus parfaite dénivellation des plans. Ses toits, c'est toi. L’énumération de ses autres ressources est très loin d’épuiser ce secret…
Chaque jour au réveil, il me semble ouvrir la fenêtre sur les Très riches heures, non seulement de l’Art, mais de la nature et de la vie ».
(André Breton, Saint-Cirq-Lapopie, le 3 septembre 1951) 
Le lendemain, André Breton revient à Saint-Cirq-Lapopie et achète avec la pension de son père, Louis-Justin Breton, la maison dite de l'Auberge des Mariniers, anciennement occupée par Henri Martin. Dès 1951, le poète et sa compagne Élisa Breton (1906-2000), née Bindhoff-Enet reviennent tous les étés jusqu’à la mort du poète en 1966. Durant ces étés, le couple accueille nombre de leurs amis et artistes faisant du village un point de rencontre important pour le surréalisme de l'après-guerre. Après la mort du poète, Élisa continue à venir chaque été jusqu’en 1992 en s’entourant des artistes qui résident dans le village et en 2000, à sa mort, la maison est léguée à la fille d’André Breton, Aube.

## Valorisation du patrimoine
Depuis 2016, la maison est la propriété de la municipalité. L’Association de La Rose Impossible, créée par Laurent Doucet et Sylvain Lacaze pour sensibiliser et œuvrer à la sauvegarde de l’édifice, en est la gestionnaire. Le bâtiment est classé monument historique dès 1923 et reçoit le label Maison des Illustres en 2017.
En 2022, le lieu fait l’objet d’une réhabilitation et d’un agrandissement qui visent la réunion de la Maison Breton avec la Maison Rignault et ses jardins. Aujourd’hui constituée en Centre international du surréalisme et de la citoyenneté mondiale, la maison Breton se rêve[Information douteuse] en Maison-Poème[Quoi ?] et accueille chaque été des résidences d’artistes et de chercheurs visant à offrir un point de convergence international aux mémoires vives du surréalisme et de la citoyenneté mondiale[pas clair]. Le lieu accueille également un centre de documentation ainsi qu’un espace d’exposition sur la vie du poète et les nombreux passages artistiques qui ponctuèrent l’histoire de Saint-Cirq-Lapopie.